# Armata crimei
Armata crimei (titlu original: L'armée du crime) este un film franțuzesc dramatic de război din 2009 regizat de Robert Guédiguian după o povestire de Serge Le Péron (care a scris și scenariul).  Rolurile principale au fost interpretate de actorii Virginie Ledoyen, Simon Abkarian și Robinson Stévenin. Horațiu Mălăele a interpretat rolul lui Monsieur Dupont, un membru al Rezistenței franceze.

## Prezentare

fr

În Paris, în timpul ocupației germane, apar mișcări de rezistență, inclusiv unele ale imigranților. Un grup nu prea bine organizat de luptători ai rezistenței comit atacuri haotice. Missak Manouchian, un armean exilat, este gata să ajute, dar este reticent în a ucide germani; pentru el, a fi gata să moară dar să nu omoare este o chestiune etică. Cu toate acestea, circumstanțele îl fac să renunțe la această idee. Sub conducerea sa, grupul de 23 de membri își stabilește mai bine strategia în planificarea și executarea acțiunilor și se dezvoltă în ceea ce a fost cunoscut sub numele de Grupul Manouchian. A făcut parte dintr-o rețea de 100 de luptători ai rezistenței din Paris, care au desfășurat majoritatea actelor de rezistență armată în 1943. Filmul urmărește istoria acestui grup, de la formarea sa până la arestarea, procesul condus de către un tribunal militar german și execuția membrilor săi în 1944.
Încercând să răspundă la furia publicului în legătură cu execuțiile și să discrediteze membrii rezistenței, Regimul de la Vichy a distribuit și a pus mii de afișe, cunoscute sub numele de L'Affiche rouge din cauza fundalului roșu, cu fotografii cu zece dintre bărbați și date despre trecutul lor, într-un efort de a prezenta imigranții drept comuniști trădători, teroriști și criminali. Oamenii au scris Morts pour La France (Mort pentru Franța) peste afișe, fraza care comemora oficial soldații care mor în luptă. Le-au adus flori ca omagiu.

## Distribuție
- Virginie Ledoyen - Mélinée Manouchian
- Simon Abkarian - Missak Manouchian
- Robinson Stévenin - Marcel Rayman
- Jean-Pierre Darroussin - Inspecteur Pujol
- Lola Naymark - Monique
- Ariane Ascaride - Madame Elek
- Grégoire Leprince-Ringuet - Thomas Elek
- Yann Trégouët - Le Commissaire David
- Ivan Franek - Feri Boczov
- Olga Legrand - Olga Bancic
- Boris Bergman - Monsieur Rayman
- Patrick Bonnel - Monsieur Elek
- Adrien Jolivet - Henri Krasucki
- Pascal Cervo - Bourlier
- Gérard Meylan - Inspecteur Mathelin
- Horațiu Mălăele - Monsieur Dupont
- Lucas Belvaux - Gilles

## Producție
Cheltuielile de producție s-au ridicat la 9,2 milioane $.

## Lansare și primire
A avut încasări de 4,4 milioane $.
În Franța a fost lansat pe DVD și Blu-ray Disc la 19 ianuarie 2010.